# 寿安街道
寿安街道，原为寿安镇，是中华人民共和国四川省成都市蒲江县下辖的一个乡镇级行政单位。2019年12月，撤销长秋乡、寿安镇，设立寿安街道。

## 行政区划
寿安街道下辖以下地区：
城南社区、城北社区、青龙社区、松华社区、五星社区、隆盛社区、董口村、庙乐村、围镇村、丝栗村、金家村、七星村、白岩寺村、八角村、插旗山村、西禅村、龙泉村、马兰村、华锋村、五会村、光明村、吕石桥村、元觉村、犀羼村、汪场村、沙湾村、树林村和大漕村，高韩村、古佛村、石马村和开源村。